# Innerspace (groupe)
Pour les articles homonymes, voir Innerspace.
Innerspace est un groupe de rock progressif et néo-prog canadien, originaire de Montréal, au Québec. 

## Biographie
Fondé en 2009, il est composé de Phil Burton (chant, guitare), Simon Arsenault (guitares) et Marc-André Brunelle (claviers). Leur premier album studio, intitulé The Village, est publié durant l'été 2012 au Canada (2013 en Europe) et il est marqué par l'influence de Pink Floyd. Ce premier opus, publié indépendamment, attire l'intérêt de la presse spécialisée,.
Par la suite, le groupe recrute les nouveaux musiciens puis passe par une longue campagne de financement pour sortir un nouvel album. L'année 2017 marque le lancement de leur deuxième album, Rise.
Leur 3e album, The Last Sign, voit enfin le jour le 15 novembre 2024.

## Discographie
- 2012 : The Village
- 2017 : Rise
- 2024 : The Last Sign